# Île Carrée
L'île Carrée est une île fluviale de la Charente, située sur la commune de Lichères.
Elle est en grande partie cultivée et est traversée par le départementale 185 au niveau du hameau de La Salle.